# Aleksandar Vasoski
Aleksandar Vasoski - em macedônio, Александар Васоски (Skopje, 27 de Novembro de 1979) -  é um futebolista macedônio. Atualmente defende o clube alemão Frankfurt.